# Judith Audu
Judith Emike Audu-Foght, được biết đến với tên chuyên nghiệp là Judith Audu, là nữ diễn viên điện ảnh và truyền hình người Nigeria, người dẫn chương trình, người mẫu, blogger và đồng thời là nhà sản xuất phim. Cô nổi tiếng với vai Mofe trong loạt phim truyền hình Emerald của Nigeria, cùng với Joseph Benjamin, Carol King, Lilian Esoro và Femi Branch.

## Thời niên thiếu
Audu được sinh ra ở Navy Town, Ojo của Nigiria, có cha là sĩ quan Hải quân; Audu Ali Audu và mẹ; Quà tặng Salamat Audu. Mẹ cô là một chủ nhà hàng và doanh nhân  sở hữu một chuỗi nhà hàng và dịch vụ cho thuê cho các sự kiện ở đất nước của bà. Judith có hai anh trai, anh trai Franklin Audu và một em trai Abdulmalik Audu. Cô là con thứ hai và là con gái duy nhất trong gia đình. Cô ấy đến từ khu vực Auchi của bang Edo ở phía nam Nigeria.
Audu học tại trường tiểu học Navy Town, Ojo, từ năm 1988 đến 1993, sau đó chuyển sang trường cấp hai Navy Town từ năm 1993 đến 1999, nơi cô học chuyên ngành Nghệ thuật. Sau đó, cô đến Làng tiếng Pháp của Nigeria, Badagry vào năm 2001 và đã nhận được Bằng tốt nghiệp mà cô đã sử dụng để nhận được một mục nhập học trực tiếp vào Đại học Lagos danh tiếng vào năm 2002 sau đó.
Năm 2005, Audu có bằng cử nhân tiếng Pháp từ Đại học Lagos. Sau khi tham gia vào Dịch vụ Thanh niên Quốc gia (NYSC) của cô tại bang Kebbi vào năm 2006 2007, cô quay trở lại Đại học Lagos và đăng ký khóa học thạc sĩ về Quan hệ công chúng và Quốc tế từ 2008 đến 2010, nơi cô tốt nghiệp bằng Thạc sĩ Công chúng và các vấn đề quốc tế (MPIA).

## Nghề nghiệp
Khi còn ở trường đại học Lagos, Audu đã tham gia một nhóm kịch  được gọi là Nhà hát trường và tham gia vào một số sản phẩm sân khấu của nhóm kịch này. Từ đó, cô đã thử giọng để trở thành một phần của Nhà hát 15, là nhóm kịch được kính trọng nhất tại Đại học Lagos vào thời điểm đó. Chính từ các nhóm kịch này, Audu đã mài giũa kỹ năng diễn xuất của cô và làm việc cùng với nhân vật truyền hình nổi tiếng của Nigeria Denrele Edun, là diễn viên / diễn viên hài Koffi và đạo diễn Wole Oguntokun.
Vào năm 2004, khi Đại học Lagos đình công mười tháng, Audu được đồng nghiệp của cô Denrele Edun mời đến Công ty Alpha Vision, nơi cô đã thử vai và có vai diễn đầu tiên trên màn ảnh nhỏ trong Series TV của Tajudeen Adepetu, Một tình yêu. Cùng năm đó, Audu chính thức đăng ký làm diễn viên của Hiệp hội diễn viên Nigeria  và bắt đầu tham gia các buổi thử vai, qua đó cô nhận được một vai trong một bộ phim Ghetto của Femi Ogedegbe có tựa đề Tears of the Ghetto (Cuộc sống rất đẹp). Khi kết thúc cuộc đình công ở trường đại học, Audu trở lại trường đại học Lagos và tạm dừng hoạt động của mình, mặc dù cô đã tham gia một bộ phim thiếu nhi độc lập, F Xung, nơi cô đóng vai Vanessa, được chú ý.
Trong Dịch vụ Thanh niên Quốc gia bắt buộc, cô là người dẫn chương trình và nhà sản xuất của một chương trình trên Truyền hình Nhà nước Kebbi có tên tiếng Pháp cho người mới bắt đầu và cũng là Giám đốc Đoàn kịch.
Năm 2011, sau khi hoàn thành chương trình học thạc sĩ, Audu đã tham gia một buổi thử vai cho một bộ phim truyền hình, Tinsel và nhận vai diễn là một bác sĩ phụ khoa, cô đã tham gia một số bộ phim truyền hình khác như Emerald, Seekers, Burning Spears, Tinsel, Huzzel, 4 bức tường, Comfort Zone, Rush, Funtime, Life is Beautiful, Case file, Nhà Ngoài và Queens Drive. 
Vào năm 2014, Audu đã sản xuất bộ phim đầu tiên của cô, một bộ phim ngắn về bạo lực gia đình có tựa đề 'Không đúng', với sự tham gia của các diễn viên như Omowunmi Dada, Ani Iyoho, Philip Festus và Judith Audu.
Vào năm 2014, Audu bắt đầu phát sóng một chương trình phát thanh trên một đài phát thanh trực tuyến nổi tiếng, Igroove Radio được gắn thẻ Gặp gỡ diễn viên với Judith Audu, nơi cô trò chuyện và có các chia sẻ cá nhân với các diễn viên từ khắp nơi trên thế giới.
Vào tháng 05 năm 2016, Audu đã sản xuất và công chiếu bộ phim dài đầy đủ đầu tiên của cô, thuộc công ty sản xuất của cô, Judith Audu Productions. Bộ phim có tựa đề Just Not Married  có Stan Nze, Rotimi Salami, Ijeoma Agu, Obutu Roland, Brutus Richard, Gregory Ojefua, Judith Audu và Perpetua Adefemi. Bộ phim được yêu thích với những đánh giá tích cực và đứng đầu xếp hạng điện ảnh trên khắp Nigeria trong vài tuần đầu phát hành.

## Đời sống cá nhân
Audu là một blogger nhiệt tình  và có hai blog: www.judithaudu.blogspot.com, nơi cô lập hồ sơ và sắp tới là nghệ sĩ và làm tin tức giải trí, còn blog kia là www.playingwithrecipes.blogspot.com, nơi cô chia sẻ công thức nấu ăn mà cô tự chế biến và sắp đặt, cũng là một blog cho những người thích ăn uống và thích thử nghiệm và thử các công thức nấu ăn từ khắp nơi trên thế giới.

## Giải thưởng và Công nhận
Năm 2013, cô được đề cử giải Nữ diễn viên xuất sắc nhất 2013 tại Giải thưởng phát thanh truyền hình Nigeria.
Vào tháng 12 năm 2014, Audu đã giành giải Nữ diễn viên xuất sắc nhất tại Liên hoan phim quốc tế In-Short 2014 cho vai diễn trong phim ngắn, Alpha Mom.
Phim ngắn của Audu không phải do cô sản xuất và đóng vai chính đã được đề cử cho Giải thưởng Lựa chọn người xem ma thuật châu Phi 2015 là 'Phim ngắn hay nhất', bộ phim cũng được đề cử tại Giải thưởng phim hay nhất của Nollywood, Giải thưởng phim Nollywood và tại Liên hoan phim quốc tế Abuja năm 2014.
Năm 2016, Audu đã giành giải thưởng Nữ diễn viên xuất sắc nhất tại Giải thưởng Nollywood hay nhất cho bộ phim Just Not Married. Audu đã giành giải Nữ diễn viên xuất sắc nhất trong vai phụ (Phim châu Phi bằng tiếng Anh) cho bộ phim Nỗi ám ảnh tại Giải thưởng điện ảnh châu Phi lần thứ 22 ở Anh vào tháng 11 năm 2018, cũng như tại Liên hoan phim Nollywood quốc tế Toronto cho vai diễn của cô trong bộ phim này, với chủ đề là Kinh doanh dang dở.
| Năm  | Biến cố                                        | Giải thưởng | Kết quả |
| ---- | ---------------------------------------------- | --- | ------- |
| 2013 | Giải thưởng phát thanh truyền hình Nigeria     | style="background: #FDD; color: black; vertical-align: middle; text-align: center; " class="no table-no2"\|Đề cử          |         |
| 2014 | Liên hoan phim quốc tế ngắn                    | style="background: #99FF99; color: black; vertical-align: middle; text-align: center; " class="yes table-yes2"\|Đoạt giải |         |
| 2016 | Giải thưởng Người mẫu & Người đạt được Nigeria | style="background: #FDD; color: black; vertical-align: middle; text-align: center; " class="no table-no2"\|Đề cử          |         |
| 2016 | Giải thưởng Nollywood hay nhất                 | style="background: #99FF99; color: black; vertical-align: middle; text-align: center; " class="yes table-yes2"\|Đoạt giải |         |
| 2016 | Liên hoan phim quốc tế Abuja                   | style="background: #99FF99; color: black; vertical-align: middle; text-align: center; " class="yes table-yes2"\|Đoạt giải |         |
| 2016 | Giải thưởng điện ảnh nhân dân thành phố        | style="background: #FDD; color: black; vertical-align: middle; text-align: center; " class="no table-no2"\|Đề cử          |         |
| 2016 | Giải thưởng ZAFAA                              | style="background: #99FF99; color: black; vertical-align: middle; text-align: center; " class="yes table-yes2"\|Đoạt giải |         |
| 2017 | Giải thưởng Nigeria                            | style="background: #FDD; color: black; vertical-align: middle; text-align: center; " class="no table-no2"\|Đề cử          |         |
| 2017 | Liên hoan phim châu Phi                        | style="background: #99FF99; color: black; vertical-align: middle; text-align: center; " class="yes table-yes2"\|Đoạt giải |         |
| 2017 | Giải thưởng Achievers Nigeria                  | style="background: #FDD; color: black; vertical-align: middle; text-align: center; " class="no table-no2"\|Đề cử          |         |
| 2017 | Giải thưởng Hubb của trường                    | style="background: #FDD; color: black; vertical-align: middle; text-align: center; " class="no table-no2"\|Đề cử          |         |
| 2018 | Giải thưởng Starzz                             | style="background: #FDD; color: black; vertical-align: middle; text-align: center; " class="no table-no2"\|Đề cử          |         |
| 2018 | Liên hoan phim Nollywood quốc tế Toronto       | style="background: #99FF99; color: black; vertical-align: middle; text-align: center; " class="yes table-yes2"\|Đoạt giải |         |
| 2018 | Giải thưởng điện ảnh châu Phi                  | style="background: #99FF99; color: black; vertical-align: middle; text-align: center; " class="yes table-yes2"\|Đoạt giải |         |

## Đóng phim
| Năm  | Tên                   | Vai diễn      | Director                                  | Notes |
| ---- | --------------------- | ------------- | ----------------------------------------- | --- |
| 2004 | One Love              | Chika         | Wasiu Onitilo                             | TV Series |
| 2004 | Life is Beautiful     | Jossy         | Femi Ogedengbe                            | Feature Film |
| 2004 | Hammer                | Fela's Girl   | Izu Ojukwu                                | Feature Film/Cameo Appearance |
| 2006 | Funtime               | Vanessa       | Nkiru Okonkwo                             | TV Series |
| 2010 | House Apart           | Sasha         | Tony Enejedu                              | TV Series |
| 2010 | Huzzel                | Jennifer      | Davies Obiekea                            | TV Series |
| 2011 | Tinsel                | Gynecologist  | Tope Ogun,Victor Aghahowa and George Kura | TV Series (Recurring Role) |
| 2012 | The Journey           | Wunmi         | Femi Adewale                              | TV Series |
| 2013 | Emerald               | Mofe          | Tope Alake and John Njamah                | TV Series |
| 2013 | 4 Walls               | Tutu's mother | Kolade Shasi                              | Short Film |
| 2013 | Yes I Don't           | Sheyi         | Best Okoduwa                              | Feature Film |
| 2013 | Switch                | Sade          | Best Okoduwa                              | Feature Film |
| 2013 | Seekers               | Dupe          | Yemi Remi                                 | TV Series |
| 2013 | Burning Spears        | Omowunmi      | Segun Kayode                              | TV Series |
| 2013 | Olorogun and Company  | Avwebo        | Segun Kayode                              | TV Series |
| 2013 | Comfort Zone          | Nina          | Obi Osotule                               | TV Series |
| 2013 | Love is Over-rated    | Chinelo       | Belinda Yanga                             | Feature Film |
| 2014 | Stopping Kloe         | Evelyn        | Ehizojie Ojesebholo                       | Mnet Original TV Film |
| 2014 | Alpha Mum             | mother        | Akin Harrison                             | Short Film |
| 2014 | Out of Fire           | Angelina      | Ehizojie Ojesebholo                       | Mnet Original TV Film |
| 2014 | Not Right             | Funmi         | Uduak Obong Patrick                       | Short Film |
| 2014 | A Day with Death      | Kulapo        | Oluseyi Asurf                             | Short Film |
| 2015 | Tales of Eve 5        | Nengu         | Imoh Umoren                               | TV Series |
| 2015 | Mama Osaro Goes Kinky |               | Ehizojie Ojesebholo                       | Comedy |
| 2016 | Just Not Married      | Keji Anuola   | Uduak-Obong Patrick                       | Feature Film, Produced by Judith Audu Productions, Blacreek Pictures and Asurf Films                                                |
| 2019 | The Family            | Lead          | Judith Audu                               | Feature Film, Produced by Judith Audu Productions, featuring Omowumi Dada, Judith Audu, Tina Mba, Mofe Duncan, Beverly Osu and more |